# برايان داوني
برايان داوني هو كاتب وممثل كندي، ولد في 31 أكتوبر 1944 في كندا.

## وصلات خارجية
- برايان داوني على موقع IMDb (الإنجليزية)
- برايان داوني على موقع ألو سيني (الفرنسية)
- برايان داوني على موقع أول موفي (الإنجليزية)
- برايان داوني على موقع قاعدة بيانات الفيلم (الإنجليزية)
- برايان داوني على موقع كينوبويسك (الروسية)